# David Fallows
Pour les articles homonymes, voir Fallows.
David Fallows (Buxton, 20 décembre 1945) est un musicologue anglais, spécialisé dans la musique de la fin du Moyen Age, de la Renaissance et de l'interprétation historiquement informée. Il est le grand spécialiste reconnu des études musicales sur le XVe siècle, en particulier Guillaume Dufay, Josquin des Prés et du chant profane.

## Biographie
David Fallows naît à Buxton. Il reçoit son BA du Jesus College de Cambridge (1967), sa maîtrise de musique du King's College de Londres (1968) et son doctorat de l'Université de Californie à Berkeley (1978). Il est un interprète de musique ancienne à la viole de gambe et en tant que claveciniste continuiste, jouant avec le Studio der frühen Musik, Musica Mundana et Musica Reservata.
David Fallows enseigne à l'Université de Manchester depuis 1976 et est aujourd'hui professeur émérite de musicologie. Il a également enseigné en visiteur à l'Université du Wisconsin, Madison, University of North Carolina, Chapel Hill, École Normale Supérieure, Université de Bâle, l'Université Harvard et à l'Université de Vienne. Il reçoit la Dent Medal en 1982 et est fait Chevalier de l'Ordre des Arts et des Lettres en 1994. En 1997, il devient compagnon de la British Academy, Membre correspondant de l'American Musicological Society en 1999 et Membre Honoraire de la Royal Musical Association en 2012. De 2002 à 2007, il est président de la Société internationale de musicologie.
Ses contributions sont à l'honneur avec un Festschrift : Essays on Renaissance Music in Honour of David Fallows: Bon jour, bon mois, et bonne estrenne (2011).

## Œuvre
Les ouvrages de David Fallows ont été qualifiés de « pionniers » sur la vie des compositeurs et par les ensembles qui joue leur musique. Ils couvrent « chaque aspect de la musique du XVe siècle et début du XVIe siècle ». Parmi les premières publications de Fallows, on trouve un article, Ciconia padre e figlio [« Ciconia : père et fils »] (1976), qui a théorisé que les biographies courantes de Johannes Ciconia, étaient en fait principalement celle de son père, et que le compositeur lui-même est né d'environ trente-cinq ans plus tard. Cette théorie est maintenant acceptée dans la biographie du compositeur. Toujours au cours de ses études doctorales, il reconstruit les origines d'importants manuscrits polyphoniques de Cambrai du XIVe siècle (« L'origine du Ms. 1328 de Cambrai », article paru dans la Revue de Musicologie en 1976). Sa thèse de doctorat, « Robert Morton's Songs » (1978) a été parmi les premières œuvres de Fallows sur la musique anglaise de la Renaissance et du chant du quinzième siècle, des répertoires qui l'ont intéressé tout au long de sa vie (notamment dans son volume Musica Britannica, de 2014, sur le chant anglais, 1380–1480). Ces études ont constitué la base d'une publication complète : A Catalogue of Polyphonic Songs, 1415-1480 (Oxford, 1999). Un article important sur la vie de Johannes Regis (1989) a également eu un impact décisif sur la compréhension du compositeur. Son étude sur la vie et les œuvres de Josquin des Prez (Brepols 2009), a été loué pour la compréhension des informations contradictoires récemment exhumés sur le compositeur, ainsi que la présentation de nouvelles hypothèses et de compréhension de la musique du compositeur à la lumière de nouvelles découvertes.
La monographie de Dufay (1982) de Fallows, est le principal ouvrage de référence sur la vie et l'œuvre du compositeur Guillaume Dufay. En tant qu'éditeur, il a publié et introduit des fac-similé le livre de chants de Henry VIII, le manuscrit d'Oxford, Canon. Misc 213, le Chansonnier cordiforme et d'autres manuscrits. En tant que principal éditeur consultant pour le New Grove Dictionary of Music and musicians, Fallows a apporté beaucoup de grands articles avec de nombreux petits articles sur les signes diacritiques musicaux (tempo et les marques d'expression) et les mélanges tels que « Articles de parodie » (Spoof Articles).